# Melingge
Melingge is een bestuurslaag in het regentschap Aceh Besar van de provincie Atjeh, Indonesië. Melingge telt 244 inwoners (volkstelling 2010).